# Подснежник складчатый
Подсне́жник скла́дчатый (лат. Galanthus plicatus) — вид растений из рода Подснежник.

## Ботаническое описание
Луковица со светлыми наружними чешуями, 2—3 см длиной, 2—2,8 см в диаметре; влагалище 4—6 см длиной.
Листья зелёные, сизые, линейные, тупые, хрящеватые, складчатые, с краями, загнутыми книзу, выходящие из влагалища сложенными, кверху постепенно суженные, с небольшим утолщением на конце, во время цветения почти в 2 раза короче стрелки; во время цветения с восковым налётом, 8—12 см длиной и 0,4—0,8 см шириной; после цветения с жирным блеском.
Цветонос цилиндрический, с восковым налётом, 12—30 см длиной; крыло 3—5 см длиной; цветоножка 2,5—3,5 см длиной. Прицветные листья 3,5 см длиной с толстыми в 1,5 мм боковыми жилками, в начале цветения сильно превышают цветоножку, которая потом вытягивается. Наружные листочки околоцветника широкоэллиптические, ложковидные, сужающиеся к основанию, 2,5—3 см длиной, 1,5—1,8 см шириной; внутренние клиновидные, 1—1,1 см длиной и 0,8—1 см шириной, с зелёным глубоко широкояйцевидным пятном вокруг выемки у верхушки. Тычинки 0,8 см длиной, пыльники с шиловидно заострённые. Цветки с сильным за́пахом. Цветёт в марте—апреле.
Число хромосом 2n=24.

## Распространение
Румыния, Молдавия, Крым, изолированная популяция — в центральной Украине (Черкасская область).
Встречается в предгорьях и горах, по опушкам леса и в кустарниках.

## Практическое использование
Выращивается как декоративное раннецветущее растение. Имеет около 10 садовых разновидностей.